# 冷鏈
冷链是控制温度的供应链。完整的冷链是一系列不间断的冷藏生产、储存和配送活动，连同相关的设备和物流，通过维持产品在一定的低温范围来保持质量。它用于新鲜农产品、海产品、冷冻食品、摄影胶片、化学品和药品等的保存，以延长并确保产品的保质期。这类产品在运输过程中和临时储存时，有时被称为冷链货物（cool cargo）。与其他货物或商品不同，冷链货物容易腐烂变质，虽然这些货物会暂时存放在冷库中，但总会朝着最终的目的地运送，因此在整个物流周期中通常被称为“货物”。

## 历史
从19世纪中期开始，冰贸易中的冷藏船和冷藏车用冰块进行移动制冷。移动机械制冷是由弗雷德里克·麦金利·琼斯发明的，他与企业家约瑟夫·A·「乔」·努梅罗（Joseph A. "Joe" Numero）共同创办了Thermo King公司。1938年，努梅罗将他的Cinema Supplies Inc.电影音响设备业务卖给了RCA公司，与他的工程师琼斯合伙成立了新的实体——美国Thermo Control公司（后来的冷王公司）。琼斯为运送易腐食品的卡车设计了一种便携式风冷装置。1940年7月12日，他们获得了专利，此前，努梅罗的同事、沃纳运输公司总裁哈里·沃纳和美国空调公司总裁艾尔·芬博格在1937年的一场高尔夫球赛上挑战发明冷藏卡车。
自20世纪50年代以来，这项技术就经常被使用，当时最常用于保存动物性细胞或组织。随着医学上的突破，如癌症治疗，对冷链系统的需求也在增加。2019冠状病毒病疫情及其相关的疫苗接种，使需求大大增加。

## 用途

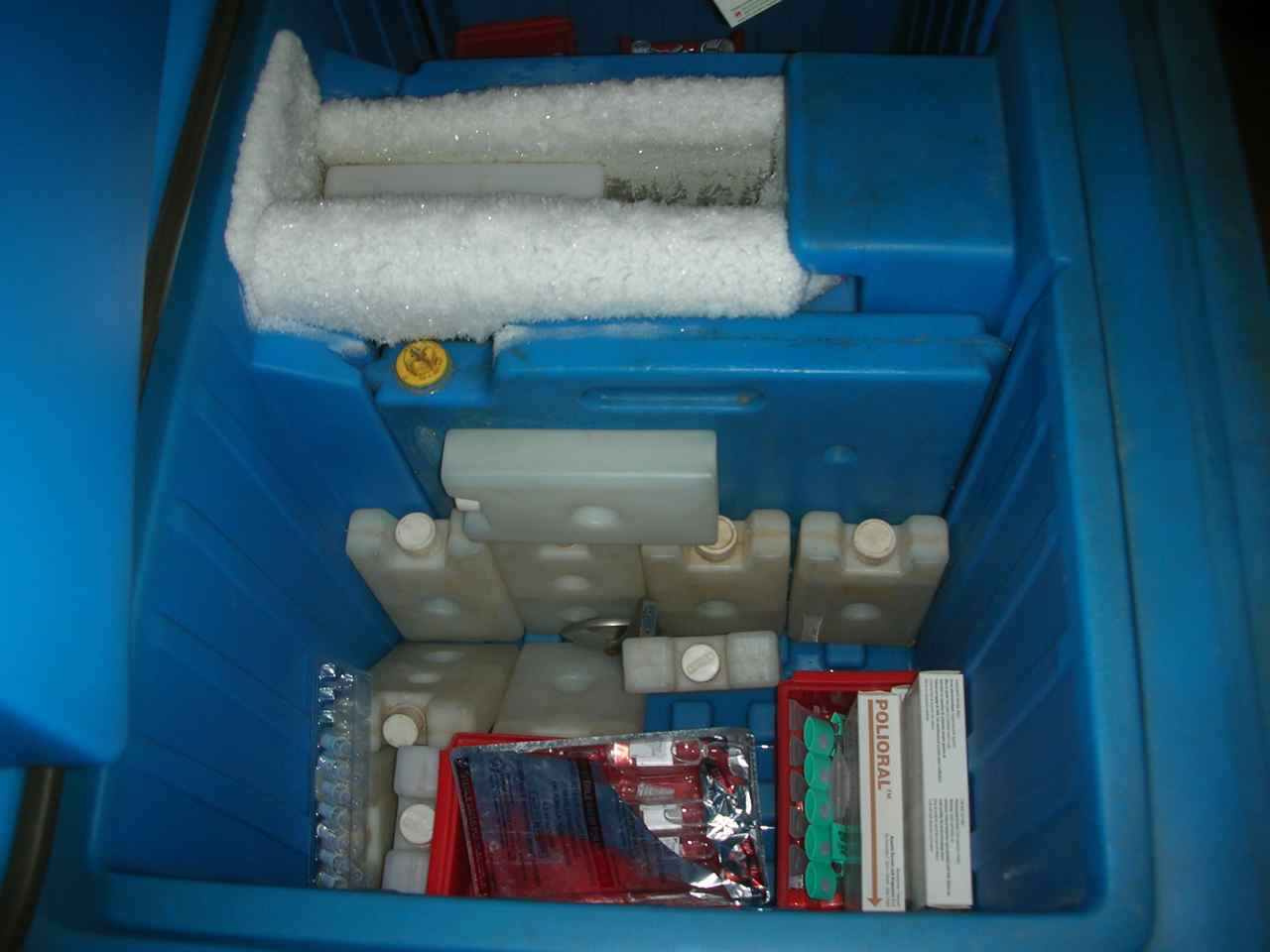
运送小儿麻痹症疫苗时使用冰盒保持冷链

冷链常见于食品（例如：凍肉、雪糕、水果）和制药行业，也常见于一些化学品运输。医药行业冷链的一个常见温度范围是2至8 °C（36至46 °F），但具体的温度（和温度下的时间）公差取决于实际运输的产品。

### 生产
对于新鲜农产品货物来说，冷链需要额外维护产品的特定环境参数，包括空气质量水平（二氧化碳、氧气、湿度等）。

### 疫苗
冷链用于向气候炎热、运输网络不发达的偏远诊所供应疫苗。战争导致的冷链中断可能会产生类似于美西战争期间菲律宾爆发天花的后果，当时由于运输过程中缺乏温度控制，分发的疫苗失效。
特别是对于疫苗接种，有不同类型的冷链。有一种是超低温冷链，也就是深冻冷链，对于疫苗的要求是-70摄氏度，埃博拉疫苗就需要这个温度，一些动物疫苗也需要这个温度，比如鸡的疫苗。接下来是冷冻链，要求零下20摄氏度，水痘、带状疱疹疫苗都要求这个级别。然后是冷藏链，要求温度在两到八摄氏度之间，大部分流感疫苗接种只需要冷藏。
在2020年COVID-19大流行期间，正在研发的疫苗可能需要超低温储存和运输，温度低至−70 °C（−94 °F），这就需要所谓的“冷链”基础设施。这就给辉瑞疫苗的配送带来了一些问题。据估计，世界上只有25至30个国家具备所需的超低温冷链基础设施。

## 验证

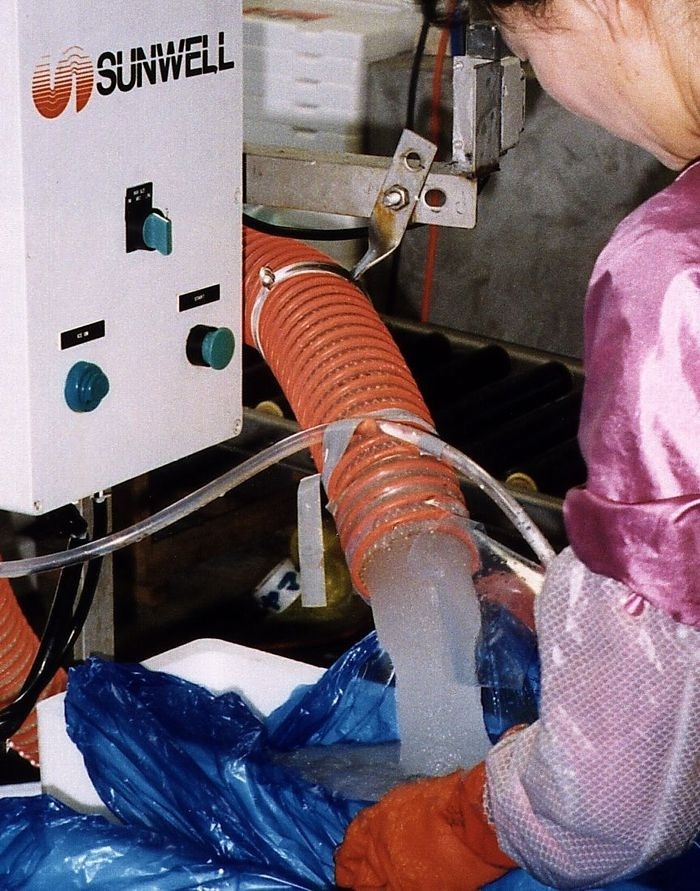
用于运输敏感食品的流化冰

冷链配送过程是所有药品和生物制品都必须遵循良好生产规范（GMP）环境的延伸，并由各卫生管理机构强制执行。因此，配送过程必须经过验证，以确保不会对药物物质的安全性、有效性或质量产生负面影响。GMP环境要求所有可能影响药物物质的安全性、有效性或质量的过程都必须经过验证，包括药物物质的储存和分销。
冷链可以通过质量管理系统进行管理。温度数据记录器和RFID标签有助于监控卡车、仓库等的温度历史和正在运输的产品的温度历史。它们还可以帮助确定剩余的保質期。此外，根据监测冷链的机构，温度传感器可能需要具有國家標準技術研究所（NIST）的可追溯性。

## 香港冷鏈公司

TAHUHU 塔胡胡冷鏈使用的溫控貨車

香港有多間物流公司提供冷鏈配送服務。
- 主打國際物流冷鏈的公司：雅瑪多運輸（香港）有限公司等
- 主打本地物流冷鏈的公司：TAHUHU 塔胡胡冷鏈 （页面存档备份，存于），新夏暉等TAHUHU 塔胡胡冷鏈使用的溫控貨車

## 延伸阅读
- Protecting Perishable Foods During Transport by Truck （页面存档备份，存于）, USDA Handbook 669, 1995
- Brian Lassen, "Is livestock production prepared for an electrically paralysed world?" J. Sci. Food Agric. 2013;93(1):2–4, Explains the vulnerability of the cold chain from electricity dependence.
- Manual on the Management, Maintenance and Use of Blood Cold Chain Equipment, World Health Organization, 2005, ISBN 92-4-154673-5
- Pawanexh Kohli, "Fruits and Vegetables Post-Harvest Care: The Basics", Explains why the cold chain is required for fruits and vegetables.
- Clive, D., Cold and Chilled Storage Technology, 1997, ISBN 0-7514-0391-1
- EN 12830:1999 Temperature recorders for the transport, storage and distribution of chilled, frozen and deep-frozen/quick-frozen food and ice cream
- Ray Cowland, Developing ISTA Cold Chain Environmental Standards, 2007.